# Röhr

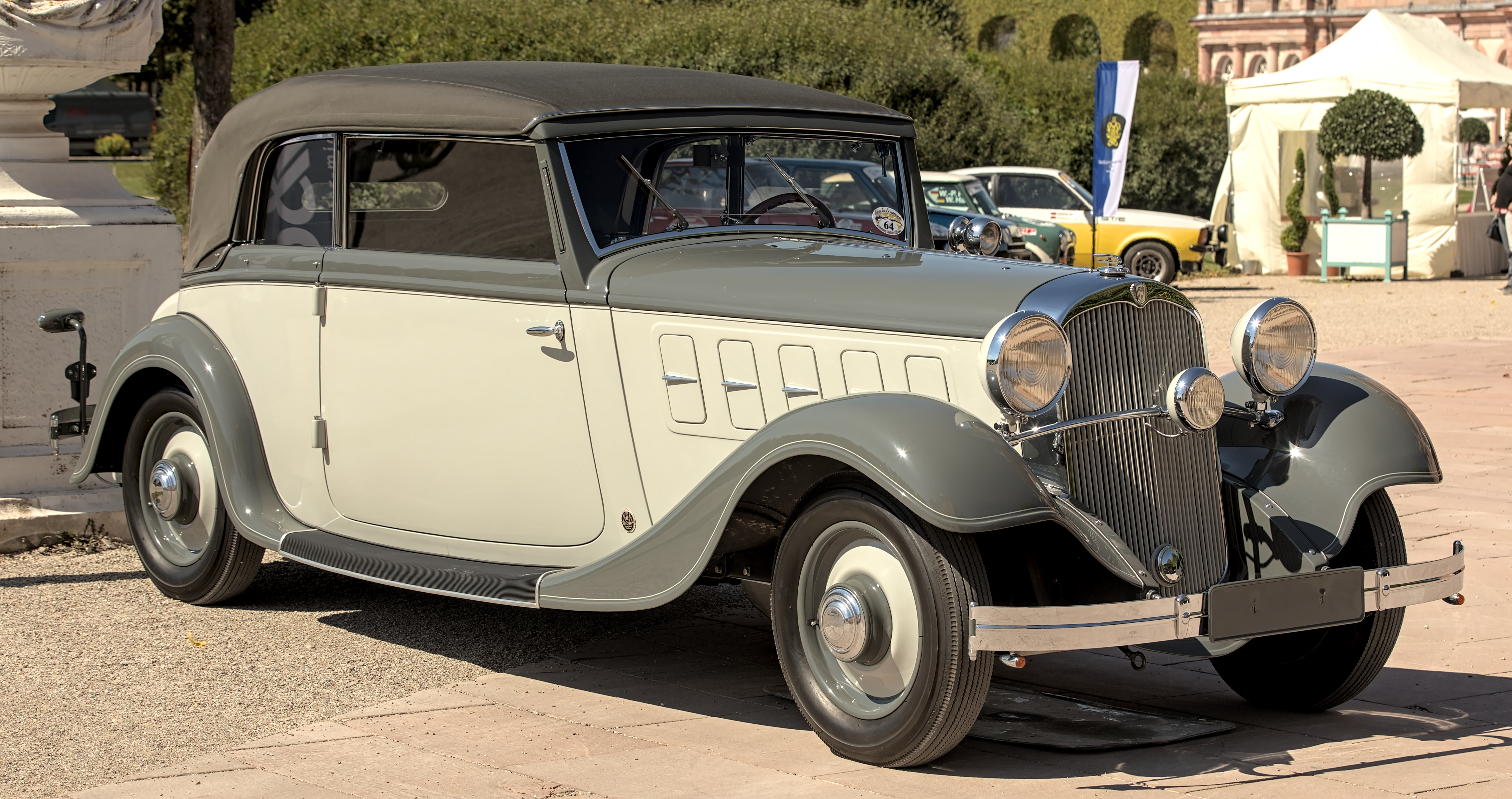
Röhr 8 F 1934.

Röhr Auto AG var en tysk biltillverkare som verkade i Ober-Ramstadt, Hessen mellan 1926 och 1935. 
Den tyske flygpionjären Hans Gustav Röhr startade tillverkning av sin egen konstruktion kallad Röhr 8. Bilen var mycket avancerad för tiden, med lågbyggt plattformschassi, kuggstångsstyrning och individuell hjulupphängning runt om med pendelaxel bak. Motorn var en rak åtta med toppventiler. Röhr vidareutvecklade modellen med större och starkare motorer innan företaget gick i konkurs 1931 i efterdyningarna av börskraschen 1929. Hans Gustav Röhr gick vidare till Adlerwerke där han fick anställning som chefskonstruktör.
Konkursboet köptes upp av Röhrs schweiziska generalagent som tog upp tillverkningen igen under namnet Neue Röhr Werke AG. Från 1933 kompletterades programmet med en mindre och billigare bil som tillverkades på licens från tjeckiska Tatra. Efter nya ekonomiska problem upphörde tillverkningen 1935.